# George H. Freeman
George H. Freeman (* in Pulaski, Virginia) ist ein US-amerikanischer Theologe der Evangelisch-methodistischen Kirche. Er war von 1991 bis 2011 Generalsekretär des Weltrates methodistischer Kirchen. Sein Nachfolger wurde Bischof Ivan Abrahams.